# 368 Haidea
Haidea (asteroide 368) é um asteroide da cintura principal com um diâmetro de 69,61 quilómetros, a 2,45344368 UA. Possui uma excentricidade de 0,20124315 e um período orbital de 1 966,25 dias (5,39 anos).
Haidea tem uma velocidade orbital média de 16,99464103 km/s e uma inclinação de 7,79147046º.
Este asteroide foi descoberto em 19 de Maio de 1893 por Auguste Charlois.